# Marlierea langsdorffii
Marlierea langsdorffii är en myrtenväxtart som beskrevs av Otto Karl Berg. Marlierea langsdorffii ingår i släktet Marlierea och familjen myrtenväxter. Inga underarter finns listade i Catalogue of Life.